# محمد ابراهیم رمضان
محمد ابراهیم رمضان (انگلیسی: Mohamed Ibrahim Ramadan؛ زادهٔ ۷ مارس ۱۹۸۴) بازیکن هندبال اهل مصر است.